# Kiều Hoa
Kiều Hoa (1950–2008) tên thật là Khưu Thị Bông. Bà được sinh ra cùng thời với các nghệ sĩ nổi tiếng như Minh Phụng, Mỹ Châu,...

## Thông tin
Trước giải phóng, bà hát cho các đoàn Trăng Mùa Thu, Sao Ngàn Phương,... Tuy nhiên bà không có may mắn trong nghề nên ít được khán giả biết đến.
Sau này, giai đoạn 1985–1988, tên tuổi của NS Kiều Hoa gắn liền với bảng hiệu Đoàn Cải lương Sông Bé 3 (tỉnh Sông Bé cũ) khi bà vừa là bầu gánh, vừa là đào chánh của đoàn này. Trên sân khấu Sông Bé 3, bà hát chánh với NS Minh Thiện trong các tuồng San Hậu, Lưu Bình – Dương Lễ, Kim Hồ Điệp, Tô Hiến Thành xử án,...
Năm 1990, bà về Thành phố Hồ Chí Minh cộng tác cho Đoàn Văn công Thành phố, hát NSƯT Minh Phụng các tuồng Chiếc bóng và nỗi oan khiên, Hàn Mặc Tử,...
Năm 1992, bà lập đoàn hát mới lấy tên gọi là đoàn Sao Ngàn Phương. Năm 1996, bà về Vĩnh Long đăng ký thành lập Đoàn Cải lương Tiếng hát Kiều Hoa và tiếp tục lưu diễn ở Đồng bằng sông Cửu Long.
Sau này, bà nghỉ hát. Năm 2006, bà tái xuất trong chương trình Vầng trăng cổ nhạc của HTV.
Ngày 31 tháng 1 năm 2008, bà qua đời do một cơn bạo bệnh. Sân khấu cải lương mất đi một nghệ sĩ tên tuổi, tài năng.

## Các vai diễn nổi bật
| Tên                      | Tác giả           | Vai            |
| ------------------------ | ----------------- | -------------- |
| San Hậu                  | Đào Tấn – Quy Sắc | Tạ Nguyệt Kiểu |
| Mùa thu trên Bạch Mã Sơn | Yên Lang          | Phùng Cẩm Loan |
| Nguyệt Hổ Vương          | Yên Hà            | Liên Phượng    |

## Vọng cổ, tân cổ

### Vọng cổ
| Tên              | Tác giả   | Hát với         |
| ---------------- | --------- | --------------- |
| Mưa trên đất mới | Loan Thảo | NSND Giang Châu |
| Câu hò Đồng Tháp | Hòa Nghĩa | Vũ Minh Vương   |

### Tân cổ
| Tên                            | Tác giả        | Tác giả   | Hát với         |
| Tên                            | Tân nhạc       | Cổ nhạc   | Hát với         |
| ------------------------------ | -------------- | --------- | --------------- |
| Mặt trời hồng trên ngã ba sông | Đoàn Phi       | Thanh Vũ  | Hải Long        |
| Qua sông                       | Phạm Minh Tuấn | Loan Thảo | Tài Bửu Bửu     |
| Qua bến đò xuân                |                |           | NSƯT Minh Phụng |